# Rohrlake

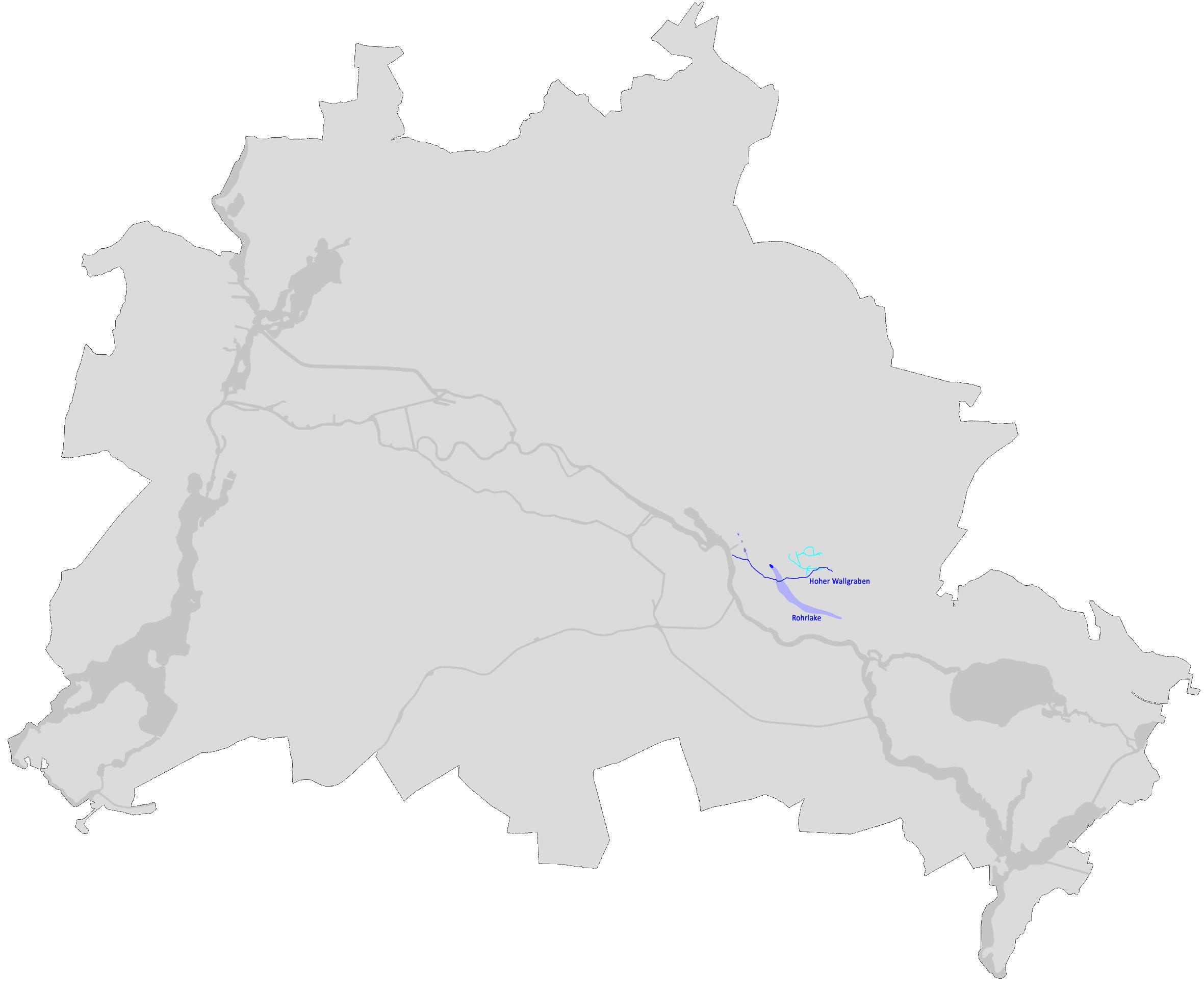
Verlauf

Die Rohrlake ist ein versumpfter Bach in der Berliner Wuhlheide, der ursprünglich den inzwischen nicht mehr existenten See im Seepark an der Liepnitzstraße speiste. Innerhalb der Wuhlheide bildete die Rohrlake einige kleinere Gewässer, wie kleine Seen (unter anderem den Badesee am FEZ, der heute jedoch mit Grundwasser gespeist wird) oder streckenweise stehende Bäche, aus. Durch die Rohrlake floss der Hohe Wallgraben.

## Geschichte und Beschreibung
Das 1914 in Betrieb genommene Wasserwerk Wuhlheide senkte den Grundwasserspiegel in der Wuhlheide so weit ab, dass die Rohrlake größtenteils trocken wurde. Beim Bau der Parkeisenbahn Wuhlheide wurden nördlich des Betriebsbahnhofes (heute Bahnhof Haus Natur und Umwelt) und des Betriebswerks zwei Brücken über die Rohrlake gebaut. Im Laufe der Jahre sind daraus aber fast trockene Senken geworden. Im Bereich um das Wasserwerk verläuft der Bach größtenteils eingerohrt. Früher speiste er dort einen kleinen Badeteich, der zum Volkspark Wuhlheide gehörte.
Auf dem südöstlichen Gelände der Trabrennbahn Karlshorst befindet sich eine weitere wasserführende Senke, die in den 2010er Jahren allein durch das Überschusswasser aus dem Wasserwerk und mit Oberflächenwasser gespeist wird. Pläne für eine Renaturierung von Rohrlake und Hohem Wallgraben wurden in den 1990er Jahren diskutiert, jedoch bisher (Stand Ende 2017) nicht  umgesetzt. Ziel war neben dem ökologischen und städtebaulichen Aspekt auch die Entwässerung der Wuhlheide. 
Die 1916 gegründete Kleingartenanlage Stallwiese in Karlshorst ist immer wieder durch Grundwasser gefährdet. Eine Bürgerinitiative bemüht sich seit längerem um die Wiederherstellung des Feuchtgebietes Rohrlake an der Trabrennbahn. Der Flusslauf soll teilweise wieder freigelegt und Schilf angepflanzt werden. Mit dem regulierten Abfluss in die Spree könnte damit der gestörte Wasserhaushalt der Wuhlheide verbessert werden.
Über die Brücken laufen Strecken der Parkeisenbahn Wuhlheide (Die Strecken vom Bahnhof Badesee zum Betriebswerk und vom Bahnhof Badesee zum Bahnhof Haus Natur und Umwelt) entlang.